# Anne Brigman
Anne Brigman, nata Anne Wardrope Nott (Nuʻuanu Pali, 3 dicembre 1869 – El Monte, 8 febbraio 1950) è stata una fotografa e poetessa statunitense, una dei fondatori del movimento Photo-Secession americano e nota soprattutto per i suoi nudi femminili ripresi in contesti naturalistici nel primo ventennio del XX secolo.

## Biografia
Figlia maggiore dell'inglese Samuel, proveniente da Gloucester, e di Mary Ellen Andrews, aveva altri sette tra fratelli e sorelle. I genitori lavoravano come missionari alle Hawaii, infatti già il nonno, Lorrin Andrews, fu uno dei primi missionari americani in quelle isole del Pacifico. Dopo il trasferimento della famiglia nella città californiana di Los Gatos nel 1886, sposò il capitano Martin Brigman nel 1894, con il quale, dopo averlo accompagnato in vari viaggi per mare, andarono a vivere ad Oakland. Divenne amica di Jack London, del poeta e naturalista Charles Keeler e del pittore William Keith, personaggi che avevano in comune il desiderio di un ritorno autentico alla natura, attraverso l'intimità e lo spiritualismo. Brigman si formò come pittrice ed in questo clima nel 1901 si dedicò alla fotografia.
Con mostre nei vari saloni fotografici della zona, compreso il "California Camera Club", in soli due anni crebbe la sua reputazione di fotografa pittorialista. Leggendo una copia della rivista Camera Work conobbe le opere e e le idee di Alfred Stieglitz, così decise di scrivergli per elogiare il suo lavoro. In breve, Stieglitz invitò Anne a far parte di Photo-Secession con cui ha realizzato varie mostre colletive alla "Galerie 291" di New York. Nel 1906, Brigman era l'unica componente del gruppo a ovest del Mississippi. Dal 1903 al 1908 Stieglitz pubblicò più volte le sue fotografie su Camera Work. Nel 1910 divorziò e andò a vivere con la madre. Nel 1911 partecipò alla mostra collettiva della Albright-Knox Art Gallery di New York e nel 1922 all'Esposizione Internazionale di Fotografia Pittorica a San Francisco.

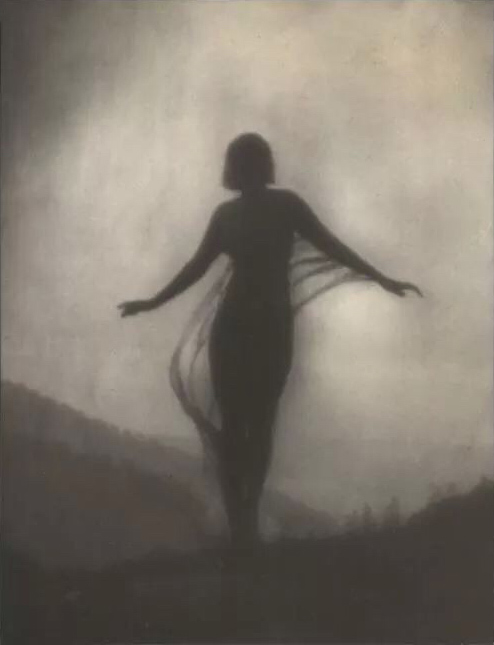
The Breeze, 1910 circa

Nel 1929 Brigman si trasferì a Long Beach, nel sud della California. Il pittorialismo era passato ormai di moda e sebbene anche lei avesse cercato di adeguarsi verso una fotografia più realistica, mantenne un certo sguardo pittorico. Verso la metà degli anni Trenta studiò poesia e seguì corsi di scrittura e poco prima di morire, nel 1949, pubblicò un libro di poesie e fotografie.

## Stile
Il nudo femminile è stato forse uno dei modelli che ha segnato la storia dell'arte da ogni punto di vista, ma quelli di Anne Brigman sono stati i primi che hanno ridato il senso del proprio ruolo alla donna nella società moderna. Spogliando sé stessa e altre donne davanti all'obiettivo, all'inizio del Novecento, Brigman libera corpo e spirito da corsetti e status quo per ricongiungerlo a quella dimensione ancestrale della natura creatrice, verso un modo nuovo di esplorare la stessa identità femminile. Nelle fotografie evanescenti, i corpi eterei di donne nude, che appaiono come ninfe della mitologia greca, sembrano ritrovare quella antica libertà rupestre. Scrive nel 1913: "Le mie immagini raccontano della libertà della mia anima, della mia emancipazione dalla paura, ho trovato lentamente il mio potere con la macchina fotografica, tra i ginepri, i pini, i tamarack (larici)". Sfruttando la sua formazione pittorica e ritoccando i negativi con vernici, matita e sovrapposizioni, le sue fotografie offrono ottimi esempi del pittorialismo, tra le immagini più significative tra la fine del XIX e l'inizio del XX secolo.
Bisogna anche ricordare che nel 1910, l'anno del divorzio dal marito, decise di partecipare al primo corso estivo di Clarence H. White, che aveva tenuto nel Maine, grazie al quale migliorò la propria tecnica ma scelse di non abbandonare il metodo di stampa al bromolio, che ritenne fondamentale per la sua ricerca artistica e formale, poiché poteva facilmente manipolare le immagini e imprimere la sua idea al reale che esse viceversa mostravano.
La maggior parte delle foto di nudo furono scattate nella Sierra Nevada, portandosi dietro con fatica l'ingombrante attrezzatura, in scorci scelti con particolare cura. Brigman fu spesso il soggetto delle sue stesse foto, come nell'immagine Soul of the Blasted Pine, per la quale ricevette la medaglia d'argento dalla "Birmingham Photographic Society". Talvolta mise in posa anche sua sorella come modella.

## Galleria d'immagini

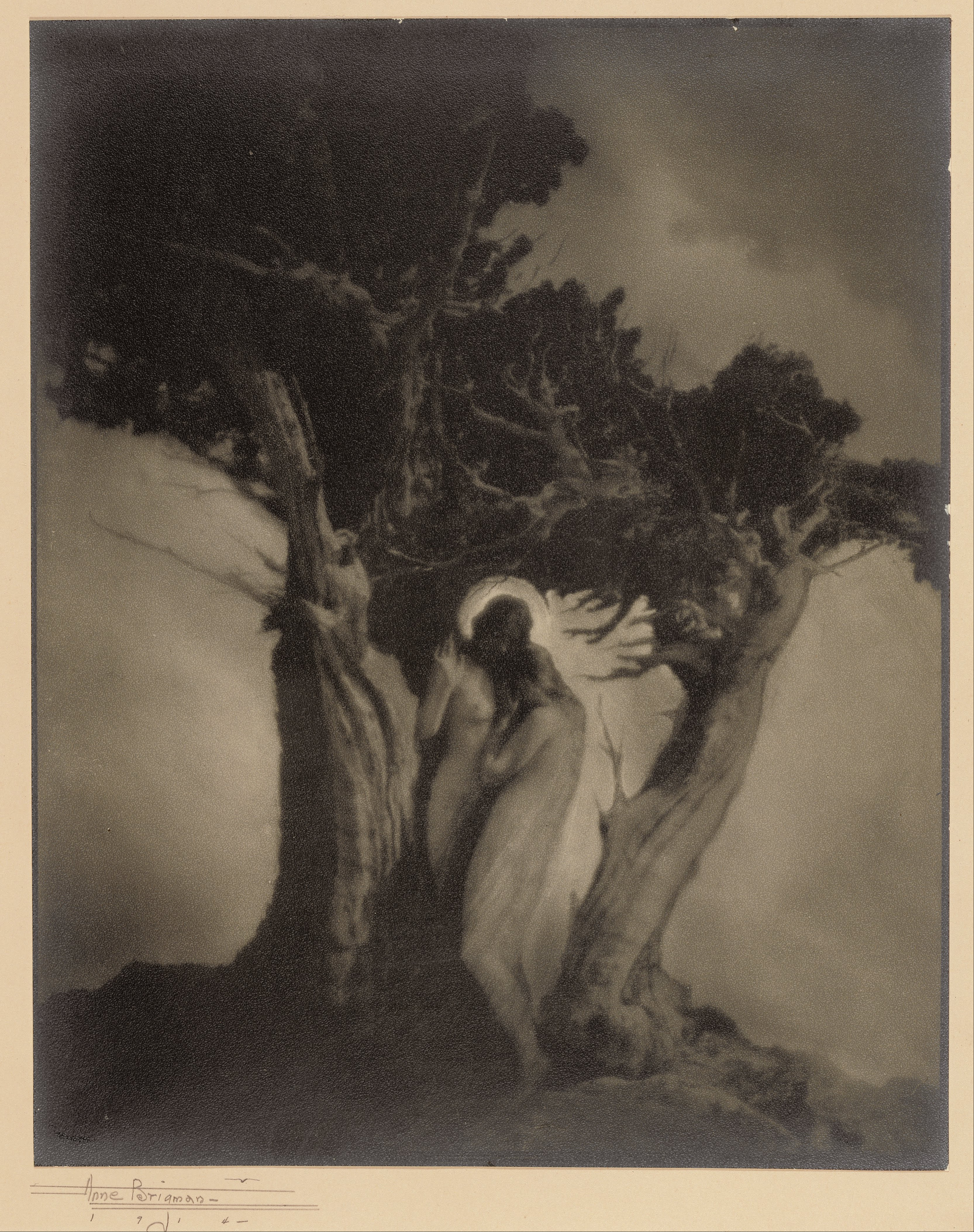
The Heart of the Storm, 1902 (stampa del 1914)
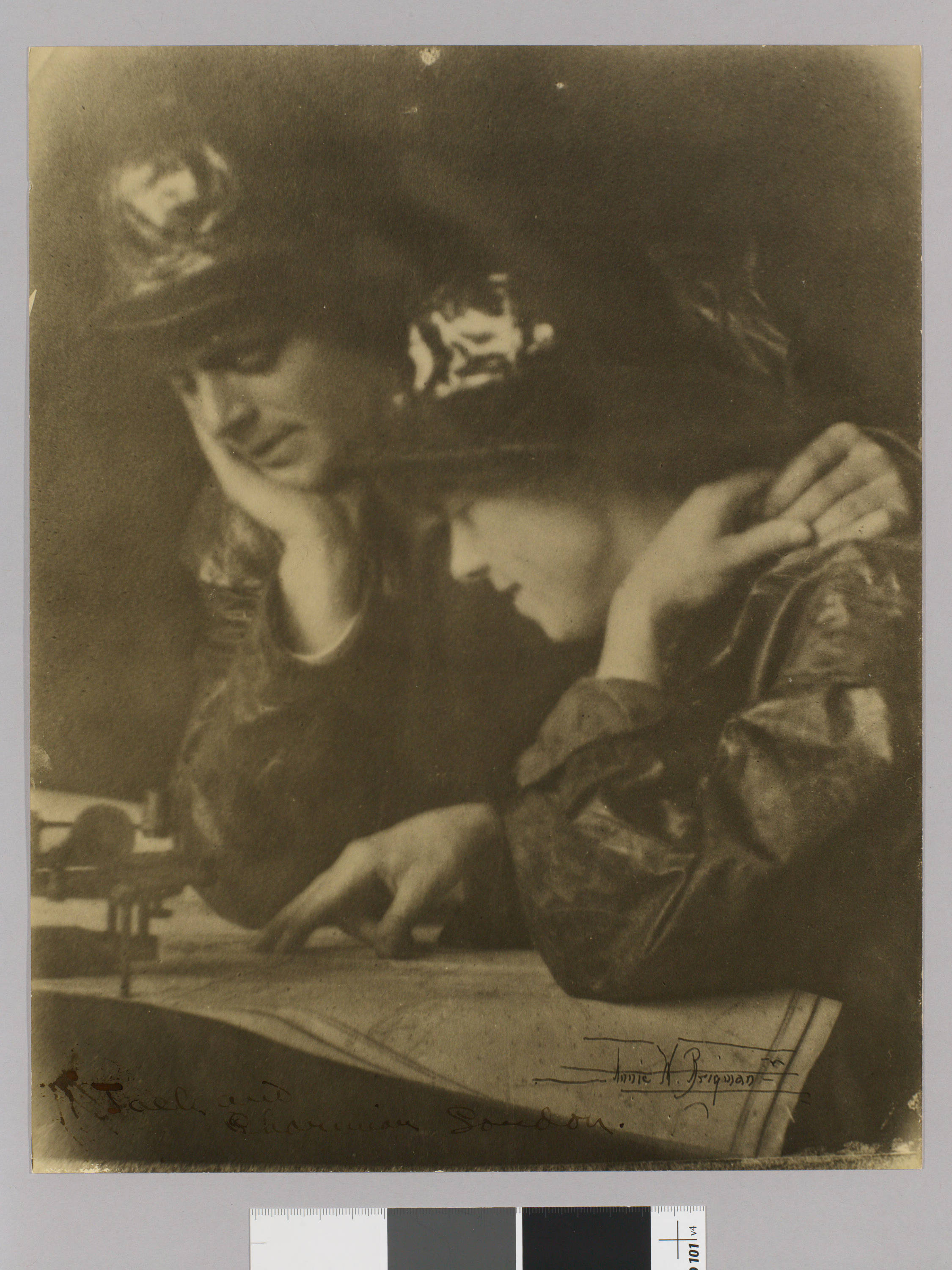
Ritratto di Jack e Charmian London, 1906
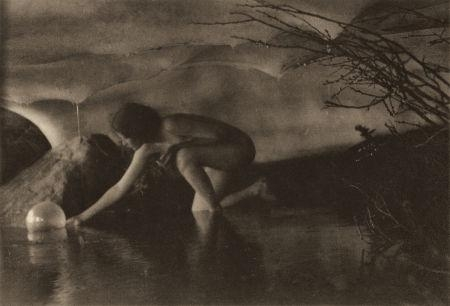
The Bubble, 1906
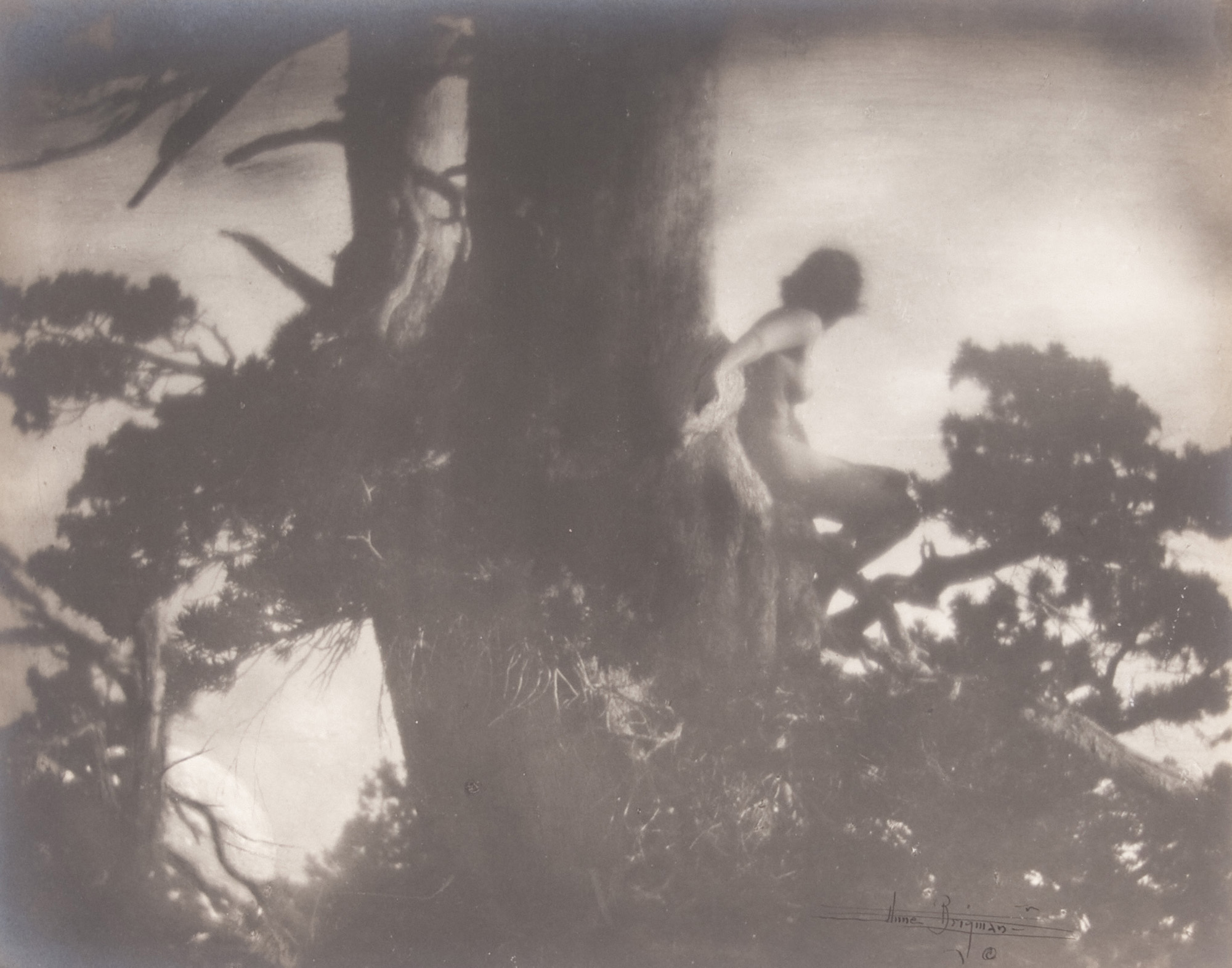
The Pine Sprite, 1907
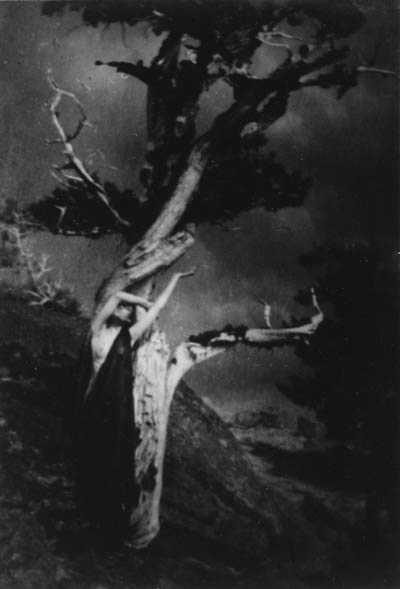
The Dying Cedar, 1907
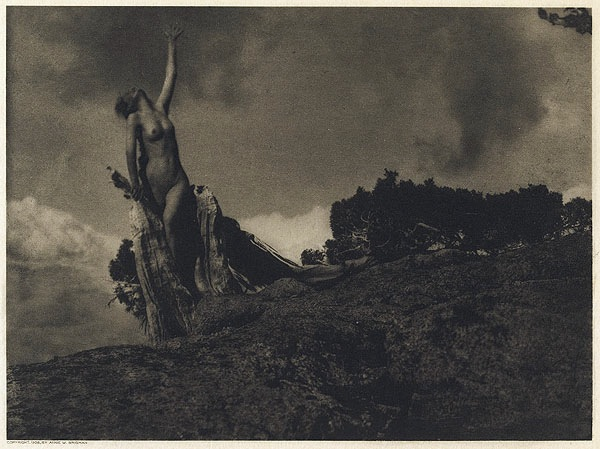
Soul of the Blasted Pine, 1908
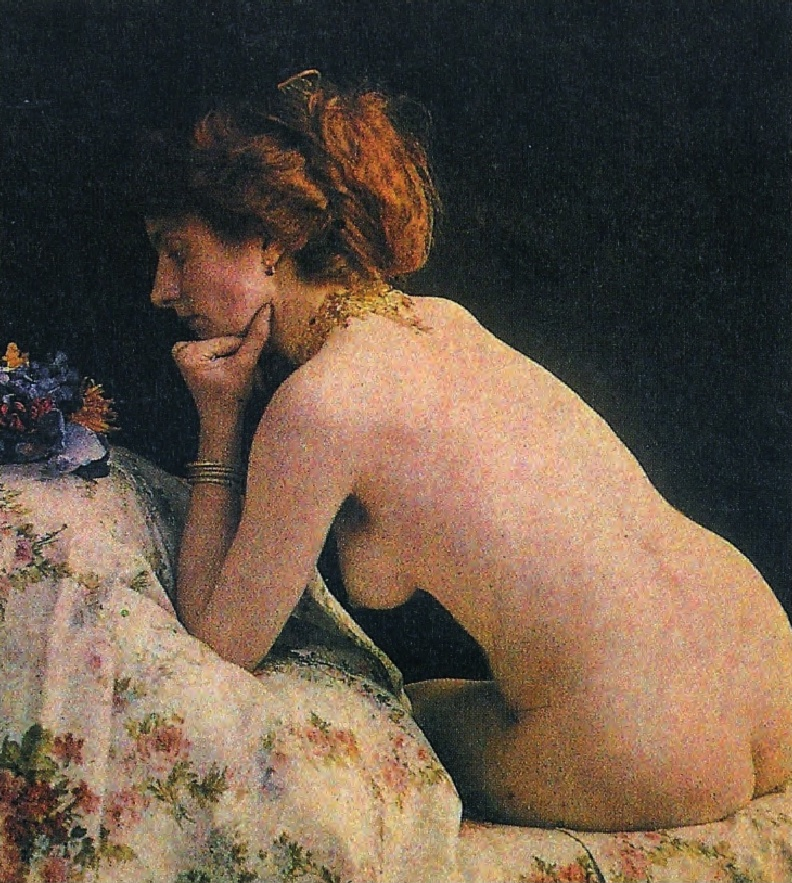
Fotografia erotica, 1915 circa
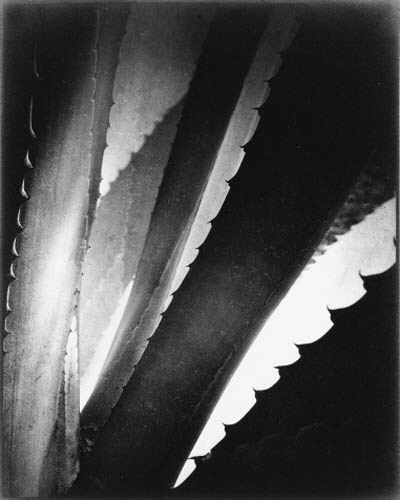
Flame, 1927

## Pubblicazioni
- Songs of a Pagan, Caxton Printers, Caldwell Idaho, 1949